# Draganovo, Veliko Tărnovo
Draganovo (în bulgară Драганово) este un sat în comuna Gorna Oreahovița, regiunea Veliko Tărnovo,  Bulgaria. 

## Demografie
Componența etnică a satului Draganovo
     Turci (26,97%)
     Bulgari (61,64%)
     Romi (2,06%)
     Nicio identificare (8,86%)
     Altele (0,44%)
La recensământul din 2011, populația satului Draganovo era de 2.469 locuitori. Din punct de vedere etnic, majoritatea locuitorilor (61,64%) erau bulgari, existând și minorități de turci (26,97%) și romi (2,06%). Pentru 8,86% din locuitori nu este cunoscută apartenența etnică.